# Zinowios Walwis
Zinowios Walwis (gr. Ζηνόβιος Βάλβης; ur. ok. 1800 w Missolungi, zm. 25 sierpnia 1886) – grecki polityk.
Pełnił funkcję premiera (1863, 1864) za rządów króla Jerzego I.